# Католицька церква в Намібії
Като́лицька це́рква в Намі́бії — друга християнська конфесія Намібії. Складова всесвітньої Католицької церкви, яку очолює на Землі римський папа. Керується конференцією єпископів. Станом на 2004 рік у країні нараховувалося близько 375 000 католиків (16,78% від усього населення). Існувало 3 діоцезій, які об'єднували 91 церковних парафій.  Кількість  священиків — 82 (з них представники секулярного духовенства — 19, члени чернечих організацій — 63), постійних дияконів — 45, монахів — 97, монахинь — 399.